# Alfenus
Alfenus là một chi nhện trong họ Salticidae.